# 圣马隆叙梅勒
圣马隆叙梅勒（法語：Saint-Malon-sur-Mel，法語發音：[sɛ̃ malɔ̃ syʁ mɛl]）是法国伊勒-维莱讷省的一个市镇，位于该省西部，属于雷恩区。

## 地理
圣马隆叙梅勒（48°5'35"N, 2°5'56"W）面积16.07 平方千米，位于法国布列塔尼大區伊勒-维莱讷省，该省份为法国西北部沿海省份，位于布列塔尼半岛东部，北濒大西洋，西接阿摩尔滨海省和莫尔比昂省，南至大西洋卢瓦尔省，西南端接曼恩-卢瓦尔省，东临马耶讷省，东北与芒什省接壤。
与圣马隆叙梅勒接壤的市镇（或旧市镇、城区）包括：布莱吕艾、伊方迪克、米埃勒、潘蓬、圣贡莱。

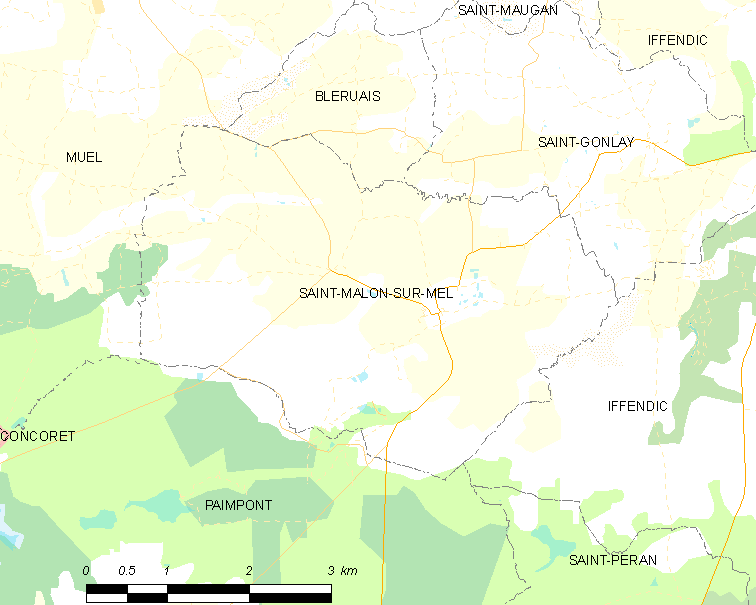
圣马隆叙梅勒的OSM定位图

圣马隆叙梅勒的时区为UTC+01:00、UTC+02:00（夏令时）。

## 行政
圣马隆叙梅勒的邮政编码为35750，INSEE市镇编码为35290。

## 政治
圣马隆叙梅勒所属的省级选区为布列塔尼地区蒙托邦县。

## 人口

1962-2008年间圣马隆叙梅勒人口变化图示

圣马隆叙梅勒于2022年1月1日时的人口数量为613人。